# Герб Брянска
Герб Бря́нска наряду с флагом и гимном является одним из символов муниципального образования город Брянск Брянской области Российской Федерации.
Исторический герб города Брянска был создан на основе герба Брянского ландмилицкого полка, Высочайше утверждён 16 (27) августа 1781 года императрицей Екатериной II вместе с другими гербами городов Орловского наместничества. Официально использовался до ноября 1917 года. 11 сентября 1998 года восстановлен в качестве официального символа города. 23 декабря 2009 года был принят обновленный герб, которому было отказано во внесении в Государственный геральдический регистр из-за искажения исторического облика. В конце 2015 года в городе начали процесс создания нового герба. 27 апреля 2016 года восстановлен герб екатерининских времен.

## Описание и обоснование символики
Геральдическое описание (блазон) гласит:
Герб города Брянска изображается в червленом (красном) поле, на зеленой земле золотая мортира, сопровождаемая по сторонам двумя пирамидами из черных ядер.
Верхняя часть щита — красное поле (символ храбрости, мужества, неустрашимости). Нижняя часть щита — зеленое поле (символ надежды, радости, изобилия), на котором располагается золотая мортира (символ богатства, справедливости, великодушия) с положенными по обеим её сторонам пирамидами бомб (левая пирамида из шести больших бомб, правая — из десяти малых бомб; левая пирамида бомб изображается чуть выше мортиры, правая — на уровне лафета), покрытых чернью (символ печали, благоразумия, смирения).

## История
Исторический герб города Брянска был создан в начале XVIII века.

### Знамя Брянского ландмилицкого полка
В июне 1728 года Верховный тайный совет издал указ о введении нового образца полковых знамён с государственным и городским гербами. В 1729 году под руководством обер-директора над фортификацией генерала Б. К. Миниха и при участии художника А. Баранова был составлен Знамённый гербовник. 8 марта 1730 года новые гербы для полковых знамён были утверждены. Герб на знамени Брянского ландмилицкого полка в реестре полковых гербов под номером 86 имел следующее описание:
Мортир золотой, а по сторонам по куче бомб черных, поле красное.
Брянский полк (до 6 ноября 1727 года назывался полк Иваненкова) не имел старого герба. Новые гербы для полков составлялись по сведениям присланных из провинций. Вероятно, что основой для создания герба Брянскому полку послужила информация о размещении в городе парка тяжёлой осадной артиллерии, созданного по указу Петра I от 16 сентября 1722 года на случай войны в с Турцией. В описании герба не уточнялось сколько и какие бомбы размещены рядом с мортирой. Поэтому, в разное время рисовались они в гербе по-разному.
Гербы 1730 года должны были размещаться не только на полковых знамёнах, но и на печатях, которыми губернаторы и воеводы опечатывали все бумаги, кроме партикулярных. Однако, герб Великолуцкого полка так и не приобрел статус городского герба.

### Высочайше утверждённый герб
16 (27) августа 1781 года императрицей Екатериной II вместе с другими гербами городов Орловского наместничества был Высочайше утверждён герб города Брянска.
Подлинное описание герба уездного города Брянска гласило: 
Городъ Брянскъ имѣетъ старый гербъ. Въ красномъ полѣ золотая мортира, съ положенными по сторонамъ пирамидою бомбъПСЗРИ, 1781, Закон № 15207.
В 1862 году, в период геральдической реформы Кёне, был разработан проект нового герба Брянска (официально не утверждён):
в пересечённом золотом и червленью щите щипец и опрокинутый щипец, сопровождаемые в углах четырьмя кружками, щипцы и кружки пересечены финифтью и металлом; в вольной части герб Орловской губернии, щит увенчан серебряной башенной короной о трёх зубцах и окружён золотыми колосьями, соединёнными Александровской лентой.

### Советское время
В советское время исторический герб Брянска в официальных документах не использовался, но так как не нёс ни монархической, ни религиозной символики, с его изображением выпускалась сувенирная продукция. На некоторых сувенирных значках 1980-х годов герб Брянска дополняли орденом Октябрьской Революции и орденом Трудового Красного Знамени, которыми город был награждён. В тот же период были утверждены гербы для некоторых городов Брянской области, которые имели единую верхнюю часть с гербом Брянска.

### Новое время
Исторический герб Брянска был реконструирован в качестве официального символа города в 1998 году. Утверждённый Постановлением Брянского городского Совета народных депутатов № 220 от 11 сентября 1998 года герб Брянска имел следующее описание: 
Герб в виде французского щита, представляющего прямоугольник, основание которого равно 8/9 высоты, с выступающим в нижней части острием и имеющим закруглённые нижние углы. Верхнее поле щита червлёное. Нижняя часть щита представляет собой изображение зелёного поля, на котором покоится золотая мортира с положенными по обеим сторонам пирамидами бомб (правая пирамида из шести больших бомб, левая пирамида из десяти малых бомб), покрытых чернью. За основу герба принят герб Брянска, Высочайше утверждённый 16 августа 1781 года императрицей Екатериной II. 15 апреля 1851 года по указу императора Николая I за „отличие от прочих городов“ герб Брянска был увенчан малой Императорской короной, помещённой над гербовым щитом. Золотая мортира символизирует богатство, справедливость и великодушие. Червленый (красный) цвет верхнего поля щита — символ мужества, храбрости и неустрашимости. Зелёный цвет поля нижней части щита — символ надежды, радости и изобилия. Чёрный цвет — символ смирения, печали и благоразумия.
23 декабря 2009 года Решением Брянского городского Совета народных депутатов № 222 было принято Положение о гербе, в котором были внесены изменения в описание герба и определялось направить данное Решение в Геральдический совет при Президенте Российской Федерации для регистрации официальных символов города Брянска в установленном порядке.
Герб города Брянска изображается в виде французского щита, представляющего прямоугольник с выступающим в нижней части острием и имеющим закругленные нижние углы. 
Верхняя часть щита – красное поле (символ храбрости, мужества, неустрашимости). Нижняя часть щита – зеленое поле (символ надежды, радости, изобилия), на котором располагается золотая мортира (символ богатства, справедливости, великодушия) с положенными по обеим ее сторонам пирамидами бомб (левая пирамида из шести больших бомб, правая – из десяти малых бомб; левая пирамида бомб изображается чуть выше мортиры, правая – на уровне лафета), покрытых чернью (символ печали, благоразумия, смирения). Ниже мортиры и пирамид бомб на зеленом поле золотом изображены 5 элементов, символизирующих юные побеги растений (символ возрождения). 
Соотношение верхней части щита к нижней – 2:1.
Из-за искажения его исторического облика - герб города не был внесён в Государственный геральдический регистр Российской Федерации. В письме Государственного герольдмейстера Г. Вилинбахова в частности было отмечено:
1. Нижняя (зеленая) часть герба усеяна золотыми элементами, названными в описании герба «юными побегами». На самом деле, это не побеги, а классические изображения наконечников стрел. В данном контексте наконечники прочитываются, как «воткнутые в землю», что сообщает гербу весьма своеобразное прочтение: покинутое орудие на утыканной стрелами земле — едва ли не смысл бесславной баталии и бегства уцелевших защитников от стрел врага.
2. Пирамиды ядер должны изображаться чёрным цветом, как на историческом гербе, а не золотым.

3. …нитиевидная золотая кайма вокруг щита <…> в гербы вносится, как правило, с тем, чтобы продемонстрировать уменьшение, умаление, унижение владельца герба, потерю им былого высокого статуса, былой чести, былого достоинства. Применение такого смыслового элемента в гербе Брянска решительно неуместно.
По инициативе главы города А. Хлиманкова в конце 2015 года была создана комиссия по разработке официальных символов Брянска в соответствии с геральдическими канонами. В проект нового герба добавлены статусная башенная корона с лавровым венком (символ столицы региона) с мечами (признак Города воинской славы), а также обрамляющие щит ленты Ордена Октябрьской Революции и Ордена Трудового Красного Знамени, которыми награждался Брянск.
27 апреля 2016 года Решением Брянского городского Совета народных депутатов восстановлен исторический герб. Вопреки проекту, корону и обрамление в виде лент герб не получил. Герб города был внесён в Государственный геральдический регистр Российской Федерации под номером 10000.

## В гербе области
20 ноября 1998 года Законом Брянской области «О символах Брянской области» был утвержден герб Брянской области в композиции которого на фоне центральной части был изображён исторический герб города Брянска. Авторы герба — бывший губернатор области Ю. Е. Лодкин и художник-дизайнер А. Зуенко. Герб области до настоящего времени, из-за многочисленных геральдических ошибок, в Государственный геральдический регистр Российской Федерации не внесён.

## В нумизматике
1 марта 2010 года Банком России была выпущена монета номиналом 10 рублей, из серии «Древние города России», на реверсе которой изображён герб Брянска.
25 марта 2010 года Указом Президента Российской Федерации Брянску присвоено почётное звание «Город воинской славы». Герб Брянска, выполненный из бронзы, размещён на стеле «Воинской славы», которую открыли 28 июня 2010 года.
В 2013 году Банк России выпустил памятную монету номиналом 10 рублей, из серии «Города воинской славы», на реверсе которой изображён герб Брянска с двумя положенными накрест мечами за муниципальной короной. Такое геральдическое отличие предложено для всех городов воинской славы.
- памятная монета из серии «Древние города России»
- памятная монета из серии «Города воинской славы»